# Pero Bukejlović
Petar „Pero” Bukejlović (serb. Перо Букејловић, ur. 8 sierpnia 1946 w Doboju lib Bušletić) – polityk i menedżer bośniacki narodowości serbskiej. Członek Serbskiej Partii Demokratycznej, premier Republiki Serbskiej od 10 stycznia 2005 do 26 stycznia 2006.
Ukończył szkołę w Sarajewie i studia w Zagrzebiu. Pracował w prywatnej firmie, gdzie od konstruktora awansował do dyrektora. Od 2001 do 2003 kierował resortem przemysłu i technologii, po czym powrócił do prywatnego sektora. Po dymisji Dragana Mikerevicia przez rok sprawował funkcję premiera aż do przegranych wyborów, po których władzę objął Milorad Dodik.
Jest żonaty, ma syna. Mieszka w Doboju.